# 诺曼底地区佩尔西
诺曼底地区佩尔西（法語：Percy-en-Normandie，法語發音：[pɛʁsi ɑ̃ nɔʁmɑ̃di]）是法国芒什省的一个市镇，属于圣洛区。该市镇于2017年由原市镇佩尔西和勒舍夫雷讷合并而成。

## 地理
诺曼底地区佩尔西（48°55'1"N, 1°11'21"W）面积48.32 平方千米，位于法国诺曼底大区芒什省，该省份为法国西北部沿海省份，西、北、东北三面环大西洋，东起顺时针与卡爾瓦多斯省、奧恩省、马耶讷省和伊勒-维莱讷省接壤。
与诺曼底地区佩尔西接壤的市镇（或旧市镇、城区）包括：博库德赖、拉布卢蒂耶尔、拉科隆布、昂比、莫佩尔蒂、蒙塔博、蒙泰居莱布瓦、维勒博东、谢讷河畔加夫赖、马尔格赖、蒙布赖。
诺曼底地区佩尔西的时区为UTC+01:00、UTC+02:00（夏令时）。

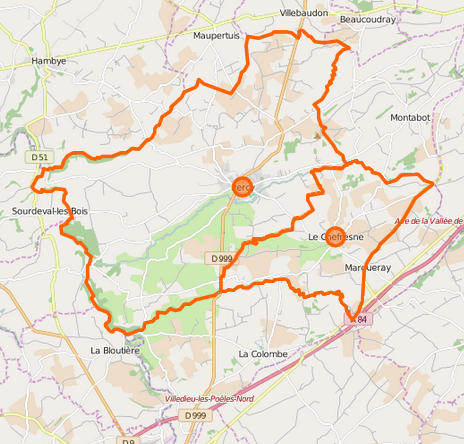
诺曼底地区佩尔西的OSM定位图

## 行政
诺曼底地区佩尔西的邮政编码为50410，INSEE市镇编码为50393。

## 政治
诺曼底地区佩尔西所属的省级选区为维勒迪约莱普瓦勒-鲁菲尼县。

## 人口
诺曼底地区佩尔西于2022年1月1日时的人口数量为2628人。